# Андре Ремер
Андре Ібсен Ремер (дан. André Ibsen Rømer, нар. 18 липня 1993, Кеге, Данія) — данський футболіст, центральний півзахисник клубу «Раннерс».

## Ігрова кар'єра

### Клубна
Андре Ремер почав займатися футболом у своєму рідному місті Коге. У віці 15 - ти років перейшов до академії клубу Суперліги «Мідтьюлланн». У березні 2012 року футболіст підписав з клубом п'ятирічний контракт і в грудні того року зіграв першу гру в основі. В кінці сезону отримав нагороду кращому новачку. За результатами сезону 2014/15 Ремер у складі «Мідтьюлланна» став чемпіоном країни.
У січні 2018 року Ремер перейшов до клубу «Оденсе», уклавши угоду на 3,5 роки. Але провів в команді лише 12 матчів до кінця сезону і вже влітку перебрався до «Раннерса», підписавши трирічний контракт.
Перед початком сезону Ремер приєднався до шведського клубу «Ельфсборг», з яким підписав контракт на чотири роки. першу гру у новій команді футболіст провів у лютому у рамках Кубку Швеції. В чемпіонаті Ремер дебютував у квітні у матчі проти «Юргордена».

### Збірна
Андре Ремер брав участь у матчах юнацьких збірних Данії.

## Титули і досягнення
Мідтьюлланн
 Чемпіон Данії: 2014/15